# Charles Mouly
Pour les articles homonymes, voir Mouly.

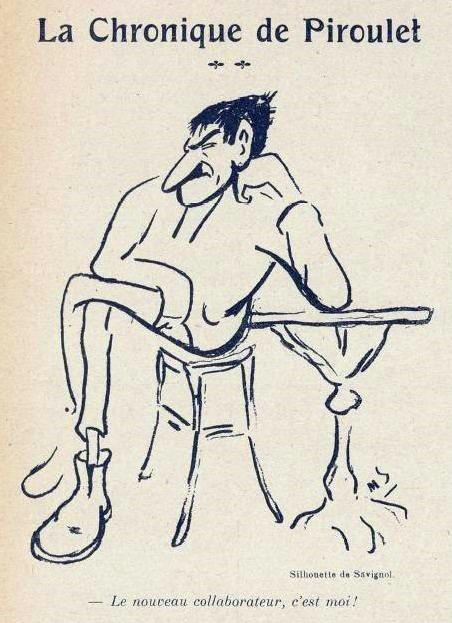
La première apparition du personnage de Piroulet, le 21 avril 1917 dans Le Cri de Toulouse, page 2 (dessiné par Savignol, repris en 1956 par Charles Mouly pour Georges Vaur).

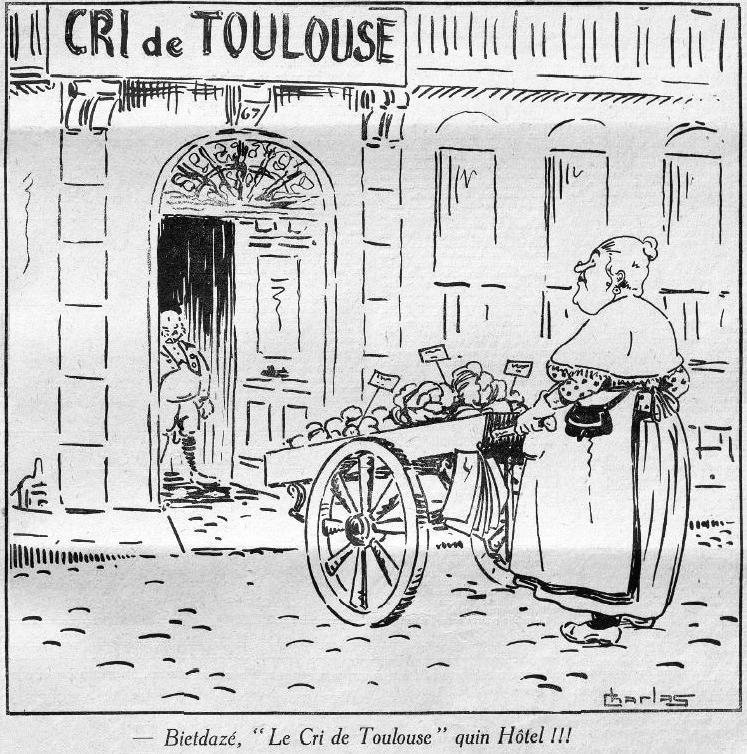
La première apparition de Catinou dans Le Cri de Toulouse, le 4 décembre 1927 en 7e page (dessin de Charlas désormais).

Charles Mouly, né le 19 mars 1919 à La Vinzelle, hameau de la commune de Grand-Vabre (Aveyron) et décédé le 1er mars 2009 à Toulouse, est un journaliste de radio et de presse, écrivain et auteur de théâtre, illustrateur, créateur des personnages de Catinou et Jacouti qui connurent une grande célébrité dans le Midi toulousain dans la seconde moitié du XXe siècle.

## Biographie
Fils d'Henri Mouly (1896-1981), majoral du Félibrige, auteur de plus de 30 ouvrages (poésie, romans, théâtre) en langue occitane, créateur de l'Almanac rouèrgas, Charles Mouly garde de son père un profond attachement à son terroir. Il chante dès l'âge de 15 ans au théâtre du Capitole de Toulouse (Le Mas de Joseph Canteloube). Il a débuté sur les planches en 1921, au Cercle de la Daurade à Toulouse. En 1934, il chante des airs traditionnels dans des spectacles organisés en Rouergue par « l'Estélo de Bessou ». En 1937, il fonde la troupe de théâtre « Las Brugos carcinolos ». En 1939, il termine une licence en lettres au lycée Fermat de Toulouse. En 1940, il intègre l'École des officiers de l'Armée de l'air. Au cours de l'hiver de cette année, il entre dans la troupe du « Théâtre d'Oc » de Juliette Dissel, et il y fait la connaissance de Dominique, acteur qui joue un rôle de belle-mère acariâtre.
Fin 1942, démobilisé, il participe à des émissions de Radio-Toulouse, dont il devient responsable des programmes. Lors de la Libération de Toulouse, en 1944, il est le premier à annoncer la nouvelle sur les ondes. Dès cette année, il recrée le personnage de Catinou, grosse femme au verbe leste. C'est en 1946, alors que, remobilisé, il est au théâtre aux armées à Paris, qu'il lui adjoint son époux Jacouti, dans des chroniques régulières qu'il envoie à La République de Toulouse (et plus tard, à La Dépêche), le couple fétiche s'entourant peu à peu d'une galerie de personnages, un petit monde qui s'exprime en occitan, langue alors encore largement utilisée dans la région, et comprise par tous les publics, que ce soit en Languedoc ou en Gascogne. Catinou vit dans un village nommé Mingecèbes ou Minjocèbos (littéralement  : Mange-oignons). Mingecèbes est un hameau de la commune de Saint-Lys (Haute-Garonne) qui revendique fièrement son titre de patrie de Catinou et Jacouti. Ces personnages prennent vie régulièrement dans plus d’un millier d’émissions radiophoniques diffusées en direct sur Toulouse-Pyrénées, comédies écrites par Charles Mouly (une dizaine, totalisant plus de 4000 représentations), et des représentations théâtrales sont données jusque dans les plus petits recoins des départements de la région. Catinou est interprétée par Dominique (Gaston Dominique, 1903-1965), un comédien dont ce sera la plus remarquable composition. Le succès est phénoménal  : des commerçants et industriels n'hésitent pas à utiliser les personnages et les noms pour leur publicité, sans verser de droits. 
Charles Mouly est aussi le second créateur du personnage de Piroulet, interprété par Georges Vaur, héros d'émissions de radio, et de plusieurs comédies musicales.
Charles Mouly était vice-président de l'Académie des Arts, Lettres et Sciences de Languedoc, aux côtés de son ami Georges Hacquard. Renouant avec une tradition quelque peu perdue, il a prononcé son discours de réception en occitan.

## Œuvres
- Le dictionnaire de la Catinou, Toulouse, Loubatières, 1997
- Catinou et Jacouti et le petit monde de Minjecèbes, Toulouse, Loubatières, 1998
- La cuisine de Catinou, Toulouse, Loubatières, 2000
- Escafalados de Minjecébos, Toulouse, Loubatières, 2002
- Risouletos de Minjecébos, Toulouse, Loubatières, 2002
- Adissiats pla brave mounde, dessins, Éditions du Raffût, 2007
- Mon sabot de verre, Éditions du Raffût, 2008

## A l'écran
- Les aventures de Catinou et Jacouti, Moyen-métrage réalisé en 2003 par Christian Attard

## Sources
- Le Dictionnaire de Toulouse, Toulouse, Loubatières, 2004
- Jacques Arlet, Des Toulousains remarquables, Loubatières, 2002